# نینیساری
نینیساری (به فنلاندی: Niinisaari) یک منطقهٔ مسکونی در فنلاند است که در واوساری واقع شده‌است. نینیساری ۳٫۱۹ کیلومتر مربع مساحت و ۰ نفر جمعیت دارد.